# Xian de Juye
Le xian de Juye (巨野县 ; pinyin : Jùyě Xiàn) est un district administratif de la province du Shandong en Chine. Il est placé sous la juridiction de la ville-préfecture de Heze.

## Démographie
La population du district était de 889 356 habitants en 1999.

## Histoire
C'est dans ce district que se déroule l'incident de Juye qui mène à l'occupation de Kiautschou par les troupes impériales allemandes.